# Лама-дей-Пеліньї
Ла́ма-дей-Пелі́ньї (італ. Lama dei Peligni) — муніципалітет в Італії, у регіоні Абруццо,  провінція К'єті.
Лама-дей-Пелінь розташована на відстані близько 145 км на схід від Рима, 75 км на південний схід від Л'Аквіли, 34 км на південь від К'єті.
Населення — 1298 осіб (2014).
Щорічний фестиваль відбувається 20 січня. Покровитель — San Sebastiano.

## Демографія
Населення за роками:

Станом на 1 січня 2023 року в муніципалітеті офіційно проживало 59 іноземців з 11 країн, серед них 36 громадян країн Євросоюзу та 2 громадяни України.

## Сусідні муніципалітети
- Чивітелла-Мессер-Раймондо
- Колледімачине
- Фара-Сан-Мартіно
- Джессопалена
- Пачентро
- Таранта-Пелінья
- Торричелла-Пелінья